# Plumutan, Kemangkon, Purbalingga
Plumutan is een bestuurslaag in het regentschap Purbalingga van de provincie Midden-Java, Indonesië. Plumutan telt 2993 inwoners (volkstelling 2010).